# Cobertura (finanzas)
Cobertura, en finanzas, (en inglés hedging o hedge) se llama al conjunto de operaciones dirigidas a anular o reducir el riesgo de un activo o pasivo financiero en posesión de una empresa o de un particular. Los fondos creados con este fin se denominan fondos de cobertura o hedge funds.
Las operaciones de cobertura consisten en la adquisición o venta de un activo financiero que se encuentre correlacionado con el elemento sobre el que quiere establecerse la cobertura. Dicha adquisición o venta puede ser de acciones, índices, tipos de interés, opciones, futuros, etc.

## Operaciones de cobertura
La operación de cobertura consiste en la adquisición o venta de acciones, índices, opciones, futuros, etc que tengan una relación con nuestro activo o pasivo cuyo riesgo pretendemos cubrir.

Para ello deberemos en primer lugar hallar la determinación del riesgo existente entre ambos. Supongamos que tenemos dos activos, activo A al que pretendemos cubrir el riesgo y el B, cuyos cambios porcentuales mantienen una relación directa o inversa con los cambios porcentuales del activo A. Siendo la relación

Siendo α el coeficiente de pendiente de la recta, que nos mide en qué porcentaje se moverá A en el caso de que se produzca un cambio de 1% en B. Este α también es conocido como el ratio de cobertura, que nos indica cuantas unidades de B deberán venderse para poder cubrir el riesgo de A.

Veámoslo en un ejemplo. Imaginemos que adquirimos acciones de una compañía de transportes con un valor equivalente a 10 000 euros. Supongamos, que conocemos que ante un aumento de un 1% de los precios del petróleo, el valor de la acción cae un 0,7%. Por lo tanto

	Si quisiéramos cubrir el riesgo de las acciones, lo que deberíamos hacer es comprar 7000 euros de futuros sobre el petróleo. De esta forma, en caso de que el precio del petróleo aumentara y cayera el valor de las acciones como consecuencia, la pérdida de las acciones sería cubierta por los beneficios obtenidos por la venta de los futuros sobre el petróleo. Así, en el caso de que el petróleo subiera un 10%, las acciones caerían un 7%, pero los futuros cubrirían dicha pérdida pues se apreciarían un 10%.

	Resumidamente, la caída nos haría perder 700 euros (7% del valor de las acciones), pero ganaríamos 700 euros con los futuros por el encarecimiento del precio del petróleo (10% del valor de los futuros).